# Nazionale olimpica di calcio della Corea del Sud
La Nazionale olimpica sudcoreana di calcio è la rappresentativa calcistica della Corea del Sud che rappresenta l'omonimo stato ai Giochi olimpici. È posta sotto l'egida della Federazione calcistica sudcoreana.

## Palmarès
- Bronzo olimpico: 1

Londra 2012

## Partecipazioni ai tornei internazionali

### Giochi olimpici
| Anno | Luogo             | Piazzamento      | V | N | P | Gol  |
| ---- | ----------------- | ---------------- | - | - | - | ---- |
| 1952 | Helsinki          | Non partecipante | - | - | - | -    |
| 1956 | Melbourne         | Non qualificata  | - | - | - | -    |
| 1960 | Roma              | Non qualificata  | - | - | - | -    |
| 1964 | Tokyo             | Primo turno      | 0 | 0 | 3 | 1:20 |
| 1968 | Città del Messico | Non qualificata  | - | - | - | -    |
| 1972 | Monaco di Baviera | Non qualificata  | - | - | - | -    |
| 1976 | Montréal          | Non qualificata  | - | - | - | -    |
| 1980 | Mosca             | Non qualificata  | - | - | - | -    |
| 1984 | Los Angeles       | Non qualificata  | - | - | - | -    |
| 1988 | Seul              | Primo turno      | 0 | 2 | 1 | 1:2  |
| 1992 | Barcellona        | Primo turno      | 0 | 3 | 0 | 2:2  |
| 1996 | Atlanta           | Primo turno      | 1 | 1 | 1 | 2:2  |
| 2000 | Sydney            | Primo turno      | 2 | 0 | 1 | 2:3  |
| 2004 | Atene             | Quarti di finale | 1 | 2 | 1 | 8:8  |
| 2008 | Pechino           | Primo turno      | 1 | 1 | 1 | 2:4  |
| 2012 | Londra            | Bronzo           | 2 | 3 | 1 | 5:5  |
| 2016 | Rio de Janeiro    | Quarti di finale | 2 | 1 | 1 | 12:4 |
| 2020 | Tokyo             | Quarti di finale | 2 | 0 | 2 | 13:7 |

## Tutte le rose

### Giochi olimpici
Calcio ai Giochi Olimpici Estivi 19641 Ham H.C., 2 Kim J.S., 3 Kim H.B., 4 Kim S.R., 5 Cha T.S., 6 Kim Y.B., 7 Lee Y.W., 8 Huh Y.J., 9 Woo S.K., 10 Cho Y.O., 11 Cho S.D., 12 Lee W.B., 13 Kim J.N., 14 Park S.O., 15 Kim C.K., 16 Yoo K.J., 17 Cha K.B., 18 Kim D.J., 19 Chung Y.H., CT: Chung K.C.
Calcio ai Giochi Olimpici Estivi 19881 Cho B.D., 2 Park K.H., 3 Choi K.H., 4 Cho M.K., 5 Chung Y.H., 6 Lee T.H., 7 Noh S.J., 8 Chung H.W., 9 Kim Y.S., 10 Choi S.K., 11 Byun B.J., 12 Kim P.K., 13 Nam K.H., 14 Choi S.H., 15 Kim J.K., 16 Kim J.S., 17 Gu S.B., 18 Choi Y.G., 19 Yeo B.K., 20 Kim P.J., CT: Kim J.N.
Calcio ai Giochi Olimpici Estivi 19921 Kim B.S., 2 Na S.H., 3 Lee M.S., 4 Han J.K., 5 Kang C., 6 Shin T.Y., 7 Kim G.H., 8 Noh J.Y., 9 Kwak K.K., 10 Jung J.K., 11 Seo J.W., 12 Cho J.H., 13 Kim D.K., 14 Jeong K.S., 15 Lee S.H., 16 Cho J.H., 17 Lee L.S., 18 Lee J.H., 19 Shin B.C., 20 Lee W.J., CT: Kim S.R.
Calcio ai Giochi Olimpici Estivi 19961 Seo D.M., 2 Park C.K., 3 Choi S.Y., 4 Lee S.H., 5 Lee K.S., 6 Lee K.H., 7 Lee W.Y., 8 Yoon J.H., 9 Chung S.N., 10 Choi Y.S., 11 Lee W.S., 12 Lee D.H., 13 Kim H.S., 14 Kim S.H., 15 Lee L.S., 16 Choi Y.Y., 17 Ha S.J., 18 Hwang S.H., 19 Lee K.C., CT: Byšovec
Calcio ai Giochi Olimpici Estivi 20001 Choi H., 2 Park J.Su., 3 Park J.H., 4 Park J.Sub., 5 Sim J.W., 6 Kim D.K., 7 Choi C.W., 8 Ko J.S., 9 Kim D.H., 10 Lee C.S., 11 Lee D.G., 12 Lee Y.P., 13 Park D.H., 14 Kang C., 15 Cho S.K., 16 Kim S.S., 17 Choi T.U., 18 Kim Y.D., 19 Song C.G., CT: Huh J.M.
Calcio ai Giochi Olimpici Estivi 20041 Kim Y.K., 2 Choi W.K., 3 Kim C.G., 4 Park Y.H., 5 Cho B.K., 6 Yoo S.C., 7 Kim D.H., 8 Chung K.H., 9 Lee C.S., 10 Choi S.K., 11 Choi T.U., 12 Park K.S., 13 Kim D.J., 14 Kim J.W., 15 Lee J.Y., 16 Namkung D., 17 Cho J.J., 18 Kim J.H., CT: Kim H.K.
Calcio ai Giochi Olimpici Estivi 20081 Jung S.R., 2 Shin K.H., 3 Kim D.J., 4 Kang M.S., 5 Kim C.S., 6 Kim J.K., 7 Oh J.E., 8 Kim J.W., 9 Shin Y.R., 10 Park C.Y., 11 Lee C.Y., 12 Ki S.Y., 13 Kim S.Y., 14 Baek J.H., 15 Kim K.H., 16 Cho Y.C., 17 Lee K.H., 18 Song Y.G., CT: Park S.H.
Calcio ai Giochi Olimpici Estivi 20121 Jung S.R., 2 Oh J.S., 3 Yun S.Y., 4 Kim Y.G., 5 Kim K.H., 6 Ki S.Y., 7 Kim B.K., 8 Baek S.D., 9 Ji D.W., 10 Park C.Y., 11 Nam T.H., 12 Hwang S.H., 13 Koo J.C., 14 Kim C.S., 15 Park J.W., 16 Jung W.Y., 17 Kim H.S., 18 Lee B.Y., CT: Hong M.B.
Calcio ai Giochi Olimpici Estivi 20161 Kim D.J., 2 Sim S.M., 3 Lee S.C., 4 Kim M.T., 5 Choi K.B., 6 Jang H.S., 7 Son H.M., 8 Moon C.J., 9 Suk H.J., 10 Ryu S.W., 11 Hwang H.C., 12 Lee C.D., 13 Park D.J., 14 Park Y.W., 15 Jeong S.H., 16 Kwon C.H., 17 Lee C.M., 18 Gu S.Y., CT: Shin T.Y.
Calcio ai Giochi Olimpici Estivi 20201 Song B.K., 2 Lee Y.H., 3 Kim J.W., 4 Park J.S., 5 Jeong T.W., 6 Jeong S.W., 7 Kwon C.H., 8 Lee K.I., 9 Song M.K., 10 Lee D.G., 11 Lee D.J., 12 Seol Y.W., 13 Kim J.Y., 14 Kim D.H., 15 Won D.J., 16 Hwang U.J., 17 Um W.S., 18 Ahn J.S., 19 Kang Y.S., 20 Lee S.M., 21 Kim J.K., 22 An C.G., CT: Kim H.B.
NOTA: Per le informazioni sulle rose precedenti al 1952 visionare la pagina della Nazionale maggiore.